# Deutsches Ressourcenzentrum für Genomforschung

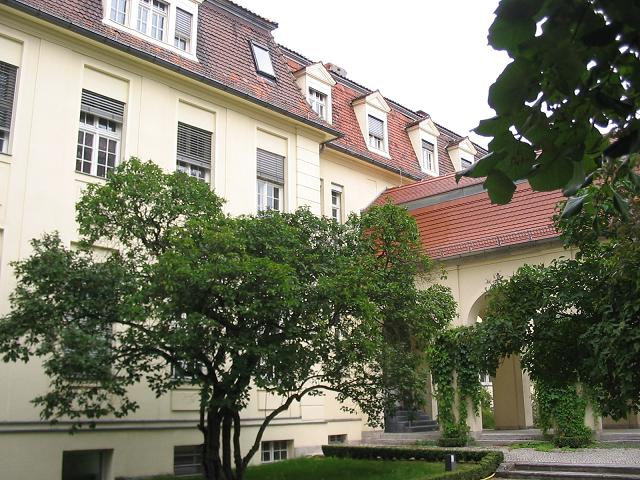
Neobarockes Institutsgebäude in Berlin

Das Deutsche Ressourcenzentrum für Genomforschung (RZPD, Ressourcenzentrum Primärdatenbank) war ein Dienstleistungszentrum für Gen- und Genomforschung in Berlin-Charlottenburg sowie in Heidelberg.

## Geschichte
Im Jahre 1987 gründeten Hans Lehrach und Günther Zehetner am Imperial Cancer Research Fund (ICRF) in London die Reference Library/Primary Database (RLDB), welche die am ICRF produzierten Macroarrays (mit Hilfe von am ICRF entwickelten Robotern auf Nylonfilter transferierte Klone von genomischen und cDNA Banken) weltweit an Forschungsgruppen verteilte. Anfang 1995 wurde die RLDB nach Berlin an das Max-Planck-Institut für molekulare Genetik verlegt, wo es seine Arbeit fortsetzte.
Im Sommer 1995 wurde das Ressourcenzentrum im Rahmen des Deutschen Humangenomprojektes von Hans Lehrach (Max-Planck-Institut für molekulare Genetik, Berlin-Dahlem), Günther Zehetner (MPIMG, bis Juli 2000 wissenschaftlicher Direktor des Berliner Ressourcenzentrums) und Annemarie Poustka (Deutsches Krebsforschungszentrum, Heidelberg) gegründet, welches als Ressourcenzentrum/Primärdatenbank (RZPD) die Aufgaben der RLDB übernahm. Dafür erhielt es eine Förderung vom Bundesministerium für Bildung und Forschung (BMBF), wodurch den Mitgliedern des DHGP Materialien kostenfrei und anderen Forschern kostengünstig zur Verfügung gestellt wurde. Das RZPD entwickelte sich zur größten Datenbank für genetische Klone weltweit und war mit vielen der wichtigsten nationalen und internationalen Forschungsprojekte der Gen- und Genomforschung assoziiert.
Am 1. Juli 2000 wurde das RZPD in eine Non-Profit-Gesellschaft mit beschränkter Haftung (GmbH) umgeformt. Getragen wurde diese GmbH durch drei der wichtigsten Forschungsgesellschaften der deutschen Forschungslandschaft: der Max-Planck-Gesellschaft, dem Deutschen Krebsforschungszentrum sowie dem Max-Delbrück-Centrum für Molekulare Medizin (MDC Berlin-Buch). Als wissenschaftliche Gesellschafter wirkten Hans Lehrach (MPIMG), Annemarie Poustka (DKFZ), Jens Reich (MDC), Matthias Uhlén (Karolinska-Institut, Stockholm) und Harald zur Hausen (DKFZ).
Zum 31. Juli 2007 wurde die gemeinnützige GmbH aufgelöst, ein großer Teil der bisherigen Dienstleistungen wurde von der durch die Geschäftsführer Johannes Maurer und Martin Stock ausgegründeten Firma ImaGenes, sowie der von Hans Lehrach und den ehemaligen RZPD Abteilungsleitern Uwe Radelof und Bernd Drescher mitgegründeten Firma ATLAS Biolabs GmbH in Berlin übernommen.

## Dienstleistungen
Zum Umfang der Dienstleistungen gehörten unter anderem die Bereitstellung von genomischen Zellklonen und cDNA-Datenbanken, Zellkulturen, Microarrays, Expressionsprofile, Affymetrix-Serviceleistungen und PCR-Angebote. Durch den Aufbau der Primärdatenbank wurde entsprechend in diesem Institut Forschern weltweit standardisiertes Material zur Verfügung gestellt.

## Architektur
Die RZPD war zuerst im Max-Planck-Instituts für molekulare Genetik in Berlin-Dahlem untergebracht und zog dann auf ein nahe gelegenes Gelände an der Harnackstrasse (welches heute das Max-Planck-Institut für Wissenschaftsgeschichte beherbergt) um, bevor der Berliner Institutsteil in dem ehemaligen Gebäude des Kaiserin-Auguste-Viktoria-Säuglingsheim im Heubnerweg in Berlin-Charlottenburg seinen endgültigen Standort fand. Der neobarocke Bau wurden in den Jahren 1907 bis 1909 unter Leitung des Architekten und Berliner Stadtbaurats Ludwig Hoffmann errichtet; die Planung erfolgte maßgeblich durch den Architekten Alfred Messel.